# Нижняя Гедеоновка
Нижняя Гедеоновка — деревня в Смоленском районе Смоленской области России. Входит в состав Корохоткинского сельского поселения. Население — 74 жителя (2007 год). 
Расположена в западной части области в 2 км к северо-востоку от Смоленска, в 7 км южнее автодороги М1 «Беларусь», на берегу реки Стабна. В 2 км южнее деревни расположена железнодорожная станция Смоленск-Сортировочный на линии Москва — Минск. 

## История
В годы Великой Отечественной войны деревня была оккупирована гитлеровскими войсками в июле 1941 года, освобождена в сентябре 1943 года. 